# Villa Lecourbe
La villa Lecourbe est une voie du 15e arrondissement de Paris.

## Origine du nom
Elle tient son nom de son voisinage avec la rue Lecourbe qui porte le nom de Claude-Jacques Lecourbe (1759-1815), général français de la Révolution et de l’Empire.

## Historique
La voie est ouverte et prend sa dénomination actuelle en 1906.